# هکتور زاگال

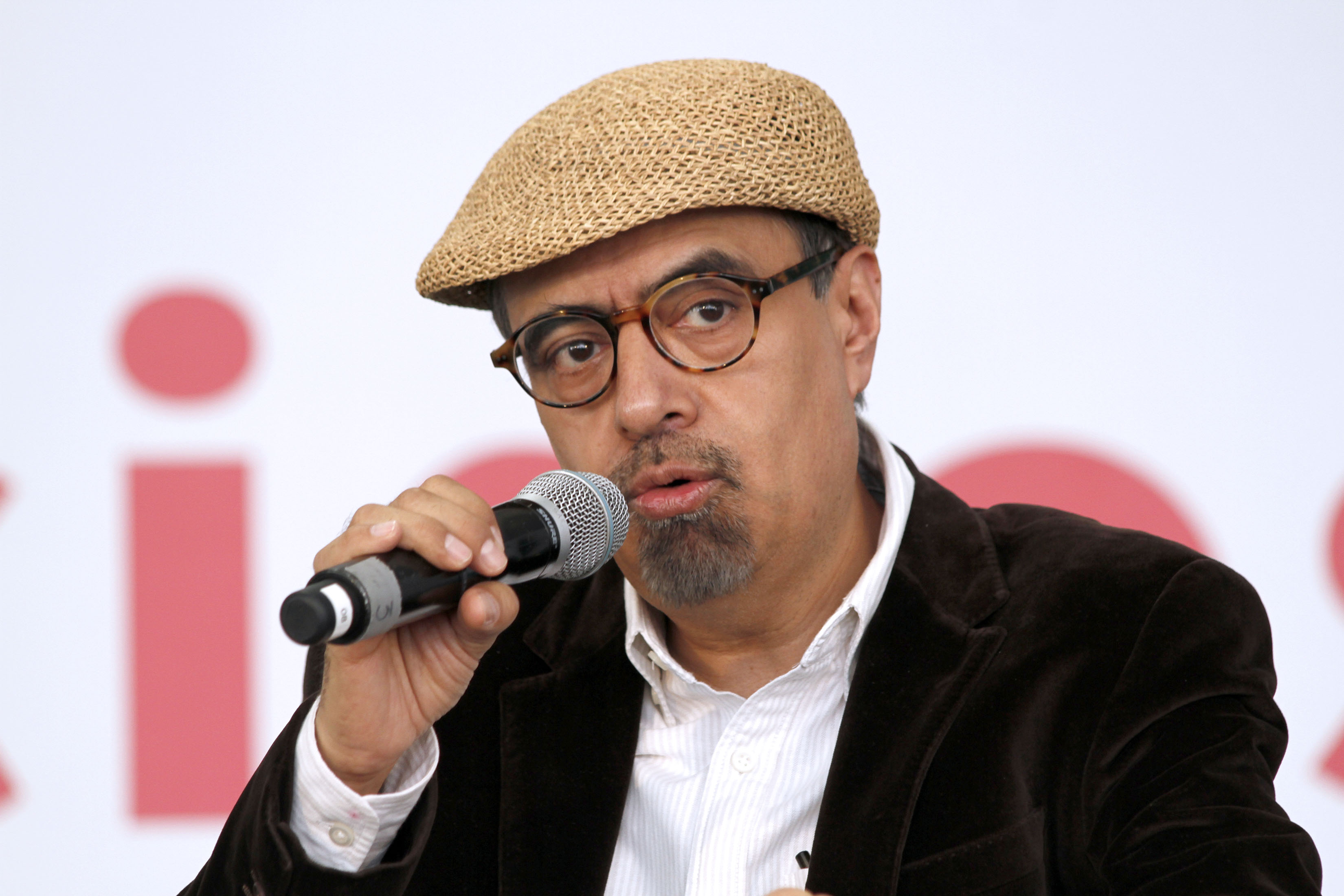
هکتور زاگال در مراسم رونمایی کتاب در مکزیکو سیتی. یکشنبه ،۲۰ اکتبر ، ۲۰۱۹.

هکتور زاگال (به اسپانیایی: Hector Zagal) فیلسوف و رمان‌نویس مکزیکی است. عمده آثارش در حوزه فلسفه ارسطو است.

## آثار
- داوری اخلاقی: فلسفه اخلاق چیست؟، هکتور ساگال آرگین، خوسه گالیندو، ترجمه احمدعلی حیدری، تهران: حکمت، ۱۳۸۶[۱]

- La epgaogé en Aristóteles (The epagogé in Aristotle)
- Ética para adolescentes posmodernos (ethic for postmodern teenagers)
- Horismos, syllogismos, asapheia
- Gula y cultura (Gloutonry and culture)
- La ciudad d elos Secretos
- Andrés Manuel López Obrador, Historia Política y Personal del Jefe de Gobierno del Distrito Federal (Andres Manuel López Obrador, political history of Mexico City's mayor)
- Anatomía del PRI (Anatomy of the Institutional Revolutionary Party)